# Papež Gregor XI.
Gregor XI., rojen kot Pierre Roger de Beaufort je bil katoliški papež; * 1329 grad Maumont (Limousin, okraj Rosiers d'Égletons, Francosko kraljestvo, danes: Francija); † 27. marec 1378, Rim (Italija, Papeška država – danes Vatikan).

## Življenjepis

### Mladost
Pierre Roger (de Beaufort) se je rodil na gradu Maumont v kraju Limousinu in okraju Rosiers d'Égletons, v današnjem okraju Corrèze  – škofija Limoges –, leta 1329 (po nekaterih 1330). Oče je bil Viljem (Guillaume), vazal ali uradnik gospodov Ventadourjevih, brat papeža Klemena VI., ki je postal 1347 grof de Beaufort, mati pa Marija (Marie) de Chambon. 

Stric Pierre Roger, ki je postal maja 1342 papež Klemen VI., je imenoval mladega Petra za kanonika v Rouenu ter mu dodelil nadarbino, ki jo je do smrti užival kardinal Napoleone Orsini. V Parizu je postal tudi kanonik in arhidiakon, a 1348 dekan v Bayeuxu. 29. maja istega leta je v konzistoriju postal edini kardinal pri Santa Maria Nuova, star torej komaj osemnajst let. 

Ko je končal študije na Angerski univerzi, je vpisal kanonsko  in civilno pravo  na Univerzi v Perugii , kjer si je pridobil sposobnost za spekulativne razprave.

### Papež
Urban V.  je umrl po trimesečni bolezni, ki jo je spremljala huda vročina neznanega izvora za papeža sorazmerno mlad (1310-1370) 19. decembra. Ljudje so v tem videli Božjo kazen, ki mu jo je napovedovala »prerokinja s severa« - sveta Brigita, če se bo vrnil v Francijo. Kardinali so hiteli z izvolitvijo in po pogrebnih slovesnostih vstopili 28. decembra v konklave, kjer so enoglasno izvolili novega papeža, komaj štiridesetletnega Petra-Rogerja. 30. decembra 1370 je bil v Avignonu izvoljen Pierre-Roger de Beaufort. Zavedal se je, da je najpomembnejša naloga, ki si jo je zadal že od začetka, vrnitev papeža in kurije v Rim. 
Temu pa so stale na poti mnoge ovire, zlasti zmedene mednarodne razmere. Zanj zato po pravici pravijo, da je bil človek izrednih lastnosti, vendar da se je rodil v nesrečnem času. 
1. Anglija in Francija sta si bili v laseh zaradi prestolonasledstva že tri desetletja v stoletni vojni. Papeži so skušali sprti strani miriti, vendar kaj več od krajšega premirja niso mogli doseči. Gregor je deloval za pomiritev že takoj po nastopu službe, vendar je dosegel začasno premirje šele 1375.
2. Osvajalna in kljubovalna protipapeška politika svetorimskega cesarja Karla je hotela vesoljno-krščansko državo evropskih narodov spremeniti v od papeža neodvisno nacionalistično cesarstvo nemškega naroda.
3. V Italiji je imelo skoraj vsako mesto svojo dinastijo, ki so se stalno med seboj vojskovale in se pod hujskanjem papežem sovražnega milanskega kneza Barnaba (=Bernabò) Viscontija dvigovale k uporom zoper papeža; to je bilo možno zlasti zaradi dolgoletne odsotnosti papežev in nesposobnih namestnikom; počasi so razkosale med seboj »Matrimonium sancti Petri«  Papeško državo, in papež si je moral napraviti najprej pot v svojo lastnino – tudi s pomočjo vojaške sile. Dantejevi in Patrarkovi sicer dobronamerni – toda iz drugih nagibov, ter večkrat neuresničljivi pozivi papežem niso mogli veliko pomagati.
4. Najbolj žalostno usodo pa je preživljalo mesto Rim. Po Papencordtu [9] je število prebivalcev padlo na 30.000; bazilike so se nagibale k rušenju; duhovniki so maševali v razcapanih oblekah; stare umetnine so razdrli, iz njihovih kamnov so si velikaši zgradili nove palače, iz njihovih stebrov so žgali apno; kljub temu pa so Rimljani uživali republikansko življenje in niso hoteli nad seboj priznavati nikogar. Dobro se je godili v državi le najemnikom, ki so vedno dobivali zaposlitev, najemnino in  zadosti plena. [10]
5. Muslimanski Turki so znali zdrahe v Evropi, ki je bila katoliško-krščanska le še po imenu, zvito izkoristiti v svoj prid in so nezadržno prodirali prek Balkana. 26. septembra 1371 je malo krdelo Osmanov porazilo v usodni Bitki na Marici vsaj dvakrat številnejšo - toda nesložno krščansko zvezo Madžarov, Srbov in Romunov. Nekateri viri pravijo, da je bilo mnogo vojakov pijanih in da je prav to dejstvo prineslo tako katastrofo, ki ji je kmalu nato – 28. junija 1389 – sledila Kosovska bitka; ta poraza sta za dolga stoletja zapečatila usodo balkanskih slovanskih in drugih sosednjih narodov. Papeževi pozivi na križarsko vojno so ostali sredi evropskih zmešnjav kot »glas vpijočega v puščavi«. [11]

### Vrnitev v Rim
Frančiškan Bertrando je zastopal mnenje, »je rimski papež za celoten svet; svet je njegova škofija in lahko stoluje, kjer hoče, ne da bi s tem prenehal biti rimski papež«. Katarina Sienska pa je nasprotno vztrajala na neodpovedljivemu prvenstvu Rima. V vsakem primeru pa se je kurija preobrazila v upravno in pravno središče Cerkve, ki je izpopolnila in prilagodila upravljanje z vedno bolj zapletenimi pontifikalnimi financami. Iz časa Gregorja XII. je ostalo zabeleženih 38.000 dokumentov. Avinjonska knjižnica je bila najbogatejša v stoletju. Za te papeže so delali mnogi slikarji iz različnih dežel in v njihovem času je nastala »ars nova« (="nova umetnost") - nova glasba, ki je izhajala iz živahnih katedralnih šol severne Francije in Nizozemske. 

Maja 1372 je torej papež objavil, da se namerava vrniti v Rim. Ko so Rimljani zvedeli za papeževo namero, so poslali v Avignon poslanstvo, ki je Gregorja IX. povabilo v večno mesto. Izrazil je svojo pripravljenost pod pogojem, da mu bodo Rimljani pomagali postaviti se po robu nasprotnikom. To so mu obljubili in obenem zagrozili, da bodo v primeru, če ne pride, izvolili za papeža montecassinskega opata. 
Vztrajna prizadevanja svete Brigite in Katarine Sienske, kakor tudi Petrarkove neprestane prošnje – so končno le obrodila sadove: kljub močnemu odporu francoskega kralja, papeževega očeta in sorodnikov ter večine francoskih kardinalov, ter kljub strašnim italijanskim zmešnjavam se je Gregor XI. končno le odločil, da zapusti Avignon. Kralj mu je napovedal, da bo moral mirnost zamenjati z negotovostjo in izdajstvom; njegova napoved ni bila zgrešena. 

13. septembra 1376 je torej papež skupaj s 13 kardinali odpotoval iz Francije. Šesterica od 25 kardinalov je ostala v Avignonu, da bi nemoteno potekalo redno upravno cerkveno delo. 2. oktobra 1376 se je vkrcal v Marseju na ladjo in priplul prek Genove 6. decembra do Corneta (zdaj: Tarkvinija). Tukaj se je zadržal, dokler se ne bi uredile razmere v Rimu. 13. januarja  1377 je zapustil Corneto, se izkrcal v Ostii in naslednjega dne odjadral po Tiberi do samostana San Paolo, od koder je slovesno vkorakal v Rim 17. januarja. V cerkvi Svetega Petra je gorelo čez 8.000 svetilk; kmalu nato se je v Rim vrnila tudi celotna papeška kurija. 

Gregor se je naselil v Vatikanu in zapustil Lateran. Vsi so pričakovali, da se bodo sedaj razmere uredile; toda Florenca, ki je bila tradicionalno na papeževi strani, mu je sedaj nasprotovala in niti slišati ni hotela o miru, pa tudi rimska republikanska oblast mu je delala hude preglavice. Zato ni čudno, da so kardinali in kurijalni uslužbenci tukaj v »rimskem peklu« objokovali »avinjonski raj«; Rim so namreč ne brez razloga doživljali kot »izgnanstvo«, kjer je manjkal mir in varnost. Zato in zaradi neznosne poletne vročine so se skupaj s papežem umaknili v Anagni, kjer so ostali do 7. novembra 1377. Zaradi vseh teh neprilik se je papež mislil zopet vrniti v Francijo. 

»Avinjonsko suženjstvo je neskončno škodovalo ugledu papeštva. Omajalo je zaupanje, ki ga je za časa svoje vladavine užival Inocenc III. ter povzročilo težko krizo, po kateri je tudi samo zaplulo: veliki zahodni razkol (1378-1417) ter obdobje koncilijarizma sta neposredni posledici te krize. 

Novejši zgodovinarji pa se bolj nagibajo k mnenju, da so krizo zakrivile neurejene italijanske prekucijske razmere in svobodomiselna samozavest partikularnih nacionalnih držav, ki so nastopile na mesto prejšnjega krščanskega univerzalizma; sicer bi prišlo do razkola že takrat, ko so bili papeži še v »avinjonskem suženjstvu«, pa ni – ampak je izbruhnil razdor šele, ko so se papeži vrnili v »rimsko svobodo« in da pravzaprav »francoski« papeži niso bili slabši od prejšnjih ali poznejših »italijanskih«. 

V zvezi s tem razumemo papeževo obsodba devetnajstih Wiclifovih stavkov, ki nasprotujejo tradicionalnemu nauku o evharistiji in cerkveni ureditvi. 

Nekateri zgodovinarji imenujejo zaradi zmešnjav in nemirov na političnem in cerkvenem, kulturnem in gospodarskem področju kar celotno 14. stoletje kot »grozno stoletje«. 

### Dela
- »Documenta Catholica Omnia« (v latinščini). Pridobljeno 6. decembra 2011.
- Excomunicamus et anathematazimus – 1372 izobčuje nasprotnike papeškega prvenstva, zlasti uporniškega Viscontija.
- Pet bul z obsodbo Wiclifovih stavkov z dne 22. maja 1377, kar so pozneje potrdili tudi na Konstanškem koncilu (1414-1418). [21] Wiclifove zmote v nauku o zakramentih izvirajo iz njegovega strastnega sovraštva do duhovnikov. [22]
- Periculis et detrimentis, bula z dne 19. marca 1378 glede papeških volitev, ki naj jih kardinali samo v tem primeru izvedejo le z navadno večino.

## Smrt in spomin
Ko so se razmere začele umirjati, je papeža še sorazmerno mladega doletela smrt. Čutil je njeno bližino in je z bulo »Periculis et detrimentis« hotel olajšati papeške volitve zaradi izrednih razmer z določbo, naj po njegovi smrti – kjerkoli ga bo doletela – tam navzoči kardinali takoj izvolijo njegovega naslednika z navadno večino ne čakajoč ostalih. Na smrtni postelji je še rotil kardinale, naj bodo složni in edini. 

Zmešnjave, ki jih je v svoji daljnovidnosti predvideval, so planile na dan z vso silovitostjo. Končalo se je sedemdesetletno »babilonsko izgnanstvo«; začelo se je pa še hujše zlo, pred katerim je hotel Cerkev obvarovati Gregor: zahodni razkol in obdobje protipapežev, ko so nosile papeško ime dve ali tri osebe istočasno; tudi verniki so se razdelili na stranke in niso vedeli, kateri je pravi vidni poglavar katoliške Cerkve. 

Papež Gregor XI. je torej umrl v Rimu v noči med 26. in 27. marcem 1378. Isto noč je silen požar uničil papeško palačo v Avignonu. Pokopali so ga v cerkvi S. Maria Nuova, katere kardinalski naslov je nosil. Grobnico, ki jo lahko vidimo še danes, so zgradili 1584.

### Odlikovanja
Papež Grego XI. je prejel odlikovanje Vrhovnega Kristusovega reda in je s tem postal veliki mojster vrhovnega Kristusovega reda.

## Slikovna zbirka
- Giorgio Vasari: Vrnitev papeža Gregorja XI. v Rim.
- Ventura Salimbeni: Katarina Sienska nagovori papeža na vrnitev v Rim
- Niccolò Franchini: Papeževa vrnitev v Rim.
- Bitka na Marici 1371.
- Girolamo di Benvenuto: Papežev prihod v Rim.
- Pierre de Genève in Pedro La Luna.
- Juan Fernandez de Heredia in Raymond de Turenne.
- Italijianski portret 
 16. stoletje.
- Papežev portret v Baziliki sv. Pavla.
- Henry Sérrur Papežev portret iz avinjonskega obdobja.
- Papeževa grobnica v Rimu.
- Kovanec bolognino Gregorja XI.